# جی شان
کمال‌جیت سینگ جوتی (به پنجابی: ਕਮਲਜੀਤ ਸਿੰਘ ਝੁੱਟੀ) با نام مستعارِ جی شان (به انگلیسی: Jay Sean) (متولد شده۲۶ مارس ۱۹۸۱) خوانندهٔ سبکِ پاپ و رپ و ترانه سرای انگلیسی است.

## فعالیت حرفه‌ای

### آلبوم‌ها
1. Me Against Myself
2. My Own Way
3. All or Nothing
4. Worth It All

### تک‌آهنگ‌ها
1. Eyes on You
2. Stolen
3. Ride It
4. Maybe
5. Stay
6. Tonight
7. Down
8. Do You Remember
9. 2012 (It Ain't the End)